# Trabocher See
Der Trabocher See (auch Trabochersee) ist ein Gebirgssee in einem Seitental des Liesingtals in der Steiermark. Er dient als Rückhaltebecken und soll Unterspülungen der A9 und der Eisenbahntrasse im Liesingtal verhindern.
Der vom Veitscherbach durchflossene und rund 7 ha große See befindet sich 1 km nordnordöstlich von Traboch und wird überwiegend touristisch genutzt. An seinem Nordende liegt die Siedlung Am See mit dem Freizeitzentrum Trabochersee, das zahlreiche Freizeitbetätigungen wie Tretbootfahren, Tennis, Minigolf usw. ermöglicht. Längs des Sees führt die Eisen Straße (B 115) von Trofaiach nach Traboch.